# Ayase (Kanagawa)
Ayase (綾瀬市 Ayase-shi?) es una ciudad (市, shi) de la prefectura de Kanagawa, en Japón. Tiene una población estimada, en septiembre de 2021, de 83,651 habitantes.
La base militar americana de NAF Atsugi se encuentra en Ayase y Yamato. Es en este lugar donde las fuerzas de ocupación americanas aterrizaron por primera vez en suelo japonés, el 28 de agosto de 1945.